# دردار مسنن
دردار مسنن (الاسم العلمي: Ulmus dentata) هو نوع نباتي يتبع جنس الدردار من فصيلة الدردارية.